# Iuliu Hossu
Iuliu Hossu (30 de janeiro de 1885 em Milaș, então Áustria-Hungria, hoje Romênia - 28 de maio de 1970, em Bucareste) foi um prelado greco-católico romeno de Cluj-Gherla, cardeal in pectore e beatificado em 2019.

## Vida
Filho do pároco Ioan Hossu e Victoria Mariutiu, Iuliu Hossu estudou no Seminário de Cluj, no seminário de Budapeste e no Pontificio Collegio Urbano de Propaganda Fide, obtendo em 1906 o doutorado em filosofia e em 1910 em Teologia. Em 27 de março de 1910, na igreja do Collegio Urbano em Roma, recebeu do bispo de Lugoj, Vasile Hossu, seu tio paterno, o sacramento das Ordens Sagradas. Após a ordenação, regressou à Diocese de Lugoj, onde desempenhou diversas funções, e depois a serviço do tio, agora Bispo de Gherla, e entre 1914-1917 alistou-se como segundo-tenente e atuou como capelão militar para os soldados romenos no exército austro-húngaro. Em reconhecimento aos seus méritos, foi agraciado com a Cruz de Honra 2ª classe, com a condecoração de guerra da Cruz Vermelha e posteriormente recebeu "elogios e agradecimentos pelo ilustre serviços de guerra".
Hossu foi nomeado Bispo de Gherla, sucedendo o tio, pelo Imperador Carlos IV, por decreto de 3 de março de 1917; foi confirmado em 21 de abril de 1917 pelo Papa Bento XV como bispo de Gherla, Armenopoli, Szamos-Újvár para os fiéis do rito bizantino-romeno. A consagração episcopal ocorreu na Catedral de Blaj, em 4 de dezembro de 1917, por Victor Mihaly de Apşa, arcebispo de Făgăraş e Alba Iulia; os co-consagradores foram Demetriu Radu, bispo de Oradea, e Valeriu Traian Frenţiu, bispo de Lugoj. Sua instalação solene na Catedral de Gherla ocorreu a 16 de dezembro.
Durante seu governo, tomou parte da União da Transilvânia com a Romênia, lendo a declaração de união em 1 de dezembro de 1918, e fez parte da delegação que apresentou o Ato de União ao rei Fernando I, em Bucareste. Também foi senador por direito no Parlamento romeno, participando diretamente nas discussões sobre a lei da educação, sobre a lei dos cultos e sobre a concordata com Roma (aprovada em 1929).
Em 5 de junho de 1930, a diocese de Gherla, Armenopoli, Szamos-Újvár foi renomeada pelo Papa Pio XI para a diocese de Cluj-Gherla e mudou a sede para Cluj-Napoca. Foi instalado na Catedral de Cluj em outubro. Em 19 de julho de 1930, Hossu foi nomeado Administrador Apostólico da recém-criada diocese de Maramureş, permanecendo até 31 de janeiro de 1931. Em 13 de dezembro de 1931 foi condecorado com a "Ordem de Fernando I, no posto de Grande Oficial", depois, em 8 de junho de 1935, foi agraciado com a "Ordem de Fernando I, no posto de Grã-Cruz". Em 16 de setembro de 1936, Hossu foi nomeado assistente do trono papal. De 1941 a 1947 foi administrador da Diocese de Oradea Mare.
Em 1940, esteve em Roma juntamente com outros hierarcas greco-católicos, solicitando a intervenção do Papa Pio XII a favor da Transilvânia, cuja integridade territorial estava ameaçada. Bispo Hossu também estava aberto ao ecumenismo, mantendo relacionamento com alguns bispos ortodoxos. Em 2 de junho de 1945, foi eleito membro honorário da Academia Romena.
Iuliu Hossu lutou contra os planos do governo comunista que exigiam a separação da Igreja Greco-Católica Romena de Roma, e por isso posta na ilegalidade. Ele foi preso em 28 de outubro de 1948, e transferido para Dragoslavele, com outros seis bispo greco-católicos, os quais se negaram a renunciar a união com Roma. De 1950 a 1955, esteve preso na Prisão Sighet. Ele estava em prisão domiciliar até sua morte nos mosteiros ortodoxos romenos Ciorogârla e Căldăruşani, perto de Bucareste.
O Papa Paulo VI nomeou-o no consistório de 28 de abril de 1969 cardeal in pectore, o primeiro de nacionalidade romena. O anúncio ocorreu três anos após a morte de Iuliu Hossu no consistório de 5 de março de 1973.
Ele morreu em 28 de maio de 1970 no Hospital Colentina, em Bucareste, e foi enterrado no cemitério católico Bellu em Bucareste. Em 7 de dezembro de 1982, seus restos mortais foram exumados e sua própria sepultura foi construída. Entre 7 e 8 de março de 2019, novamente foram exumados os ossos de Iuliu Hossu; a pedido da família, uma parte foi reenterrado na mesma cripta, enquanto outra parte foi transportada para a sede da Diocese de Cluj-Gherla.

## Beatificação
Em 28 de janeiro de 1997, a Santa Sé concedeu a autorização para o início da causa comum de beatificação e canonização do Cardeal Hossu e dos outros seis bispos greco-católicos falecidos durante os anos do regime comunista na Romênia. O processo eparquial mergulhou na vida dos sete prelados através da recolha de documentação e testemunhos, de 16 de janeiro de 1997 até 10 de março de 2009. O final deste processo local levou todas as descobertas à Congregação para as Causas dos Santos em Roma, que validaram o processo em 18 de fevereiro de 2011. Após sete anos de trabalho, foi possível concluir a "Positio super martyrio". O Papa Francisco, em 19 de março de 2019, autorizou a promulgação do decreto com o qual os sete bispos foram oficialmente declarados mártires.

Durante a visita papal à Romênia, o Papa Francisco presidiu a Divina Liturgia de beatificação de Hossu e seis outros bispos-mártires em Blaj, no dia 2 de junho de 2019. Ele é lembrado e celebrado em 28 de maio, e também em 2 de junho como um dos Beatos Bispos Greco-Católicos Romenos.